# Synallaxe des canyons
Asthenes pudibunda
Espèce
Synonymes
- Synallaxis pudibunda P.L. Sclater, 1874 (protonyme)

Statut de conservation UICN

 LC  : Préoccupation mineure
Le Synallaxe des canyons (Asthenes pudibunda) est une espèce d'oiseaux de la famille des Furnariidae.

## Répartition
Cet oiseau peuple la cordillère Occidentale du Pérou et de l'extrême-nord-ouest du Chili.

## Taxinomie
Selon le Congrès ornithologique international et Alan P. Peterson il existe trois sous-espèces :
- Asthenes pudibunda neglecta (Cory, 1916), dans le Nord-Ouest du Pérou ;
- Asthenes pudibunda pudibunda (P.L. Sclater, 1874), dans l'Ouest du Pérou ;
- Asthenes pudibunda grisior Koepcke, 1961, du Sud-Ouest du Pérou au Nord-Ouest du Chili.